# Ultimàtum soviètic a Lituània de 1940

Comparació entre els canvis territorials planificats (esquerra) i els reals (dreta) després del Pacte Ribbentrop-Mólotov. L'esfera d'influència soviètica i les seves adquisicions territorials estan en taronja.

Ultimàtum soviètic a Lituània de 1940 és un ultimàtum de la Unió Soviètica que va llançar a Lituània abans de mitjanit del 14 de juny de 1940. Els soviètics, fent servir un pretext formal, van demandar que se'ls permetés a un nombre sense especificar de soldats soviètics entrar en territori lituà i formar un govern prosoviètic –posteriorment conegut com la República Socialista Soviètica de Lituània–. L'ultimàtum i la consegüent incorporació de Lituània a l'URSS van derivar de la divisió d'Europa de l'Est a les esferes d'influència alemanya i russa pactades al Pacte Ribbentrop-Mólotov d'agost de 1939, una mica abans del començament de la Segona Guerra Mundial a Europa. Lituània, junt amb Letònia i Estònia, havia caigut sota influència russa. D'acord amb el Tractat lituanosoviètic d'Assistència Mútua d'octubre de 1939, Lituània va acceptar permetre a uns 20 000 soldats soviètics estacionar-se en diverses bases dintre de Lituània a canvi d'una porció de la regió de Vílnius. El començament de la Guerra d'Hivern amb Finlàndia retardaria les accions soviètiques posteriors per reafirmar el domini sobre la seva esfera d'influència, que es reprendrien després a la primavera de 1940, mentre Alemanya feia ràpids avenços a l'Europa Occidental. Malgrat l'amenaça a la seva independència, les autoritats lituanes van fer poc per organitzar un pla de contingències i no estaven preparats per a l'ultimàtum.
Amb les tropes soviètiques ja estacionades al país, de conformitat amb el dispost en el Tractat d'Assistència Mútua, va ser impossible organitzar una resistència militarment efectiva. El 15 de juny, Lituània va acceptar incondicionalment l'ultimàtum i va perdre la independència. Els soviètics cercaven mostrar al món que no es tractava d'una annexió o ocupació, sinó d'una llegítima revolució socialista, iniciada per la població local, que demanava la unió a l'URSS. Així, els soviètics van seguir procediments semilegals com ara: prendre el control de les institucions de govern, instal·lar un nou govern titella i organitzar unes falses eleccions per al Parlament Popular (en lituà: Liaudies Seimas). Durant la seva primera sessió, els Seimas van proclamar la creació de la República Socialista Soviètica de Lituània i van demanar la seva admissió a la Unió Soviètica. La petició va ser oficialment acceptada pel Soviet Suprem de la Unió Soviètica el 3 d'agost de 1940. Al mateix temps, un procés pràcticament idèntic es desenvolupava a Letònia i Estònia. Lituània no recobraria la independència fins a l'11 de març de 1990, amb la proclamació del restabliment de la independència.

## Antecedents

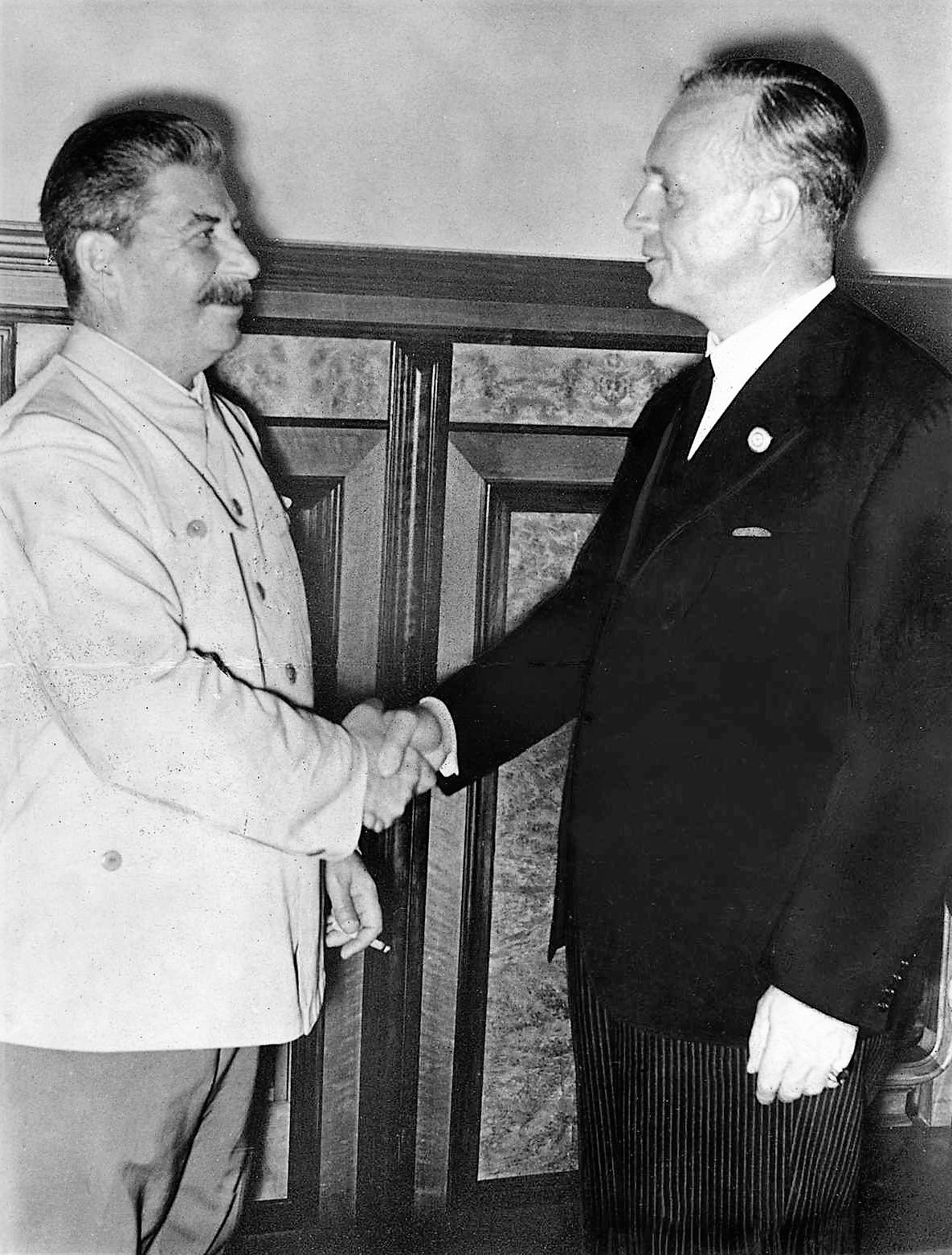
Stalin i Ribbentrop durant la signatura del Pacte Ribbentrop-Mólotov.

Els estats bàltics de Lituània, Letònia i Estònia van ser part de l'Imperi Rus durant el segle xix, erigint-se les seves independències com a part de les seqüeles de la Primera Guerra Mundial. El sorgiment de l'Alemanya nazi a la dècada dels 30 va fer témer als russos una eventual invasió alemanya, el que va animar la Unió Soviètica a signar el Pacte Ribbentrop-Mólotov amb Alemanya a l'agost de 1939, en un intent per retardar aquesta possibilitat. Alemanya iniciaria la Segona Guerra Mundial poc després amb la invasió de Polònia l'1 de setembre. Els protocols secrets del Pacte, que van ser reforçats pel Tractat germano-soviètic d'amistat, cooperació i demarcació del 28 de setembre, dividien vastes zones del nord-est d'Europa entre dos esferes d'influència, que es repartien les dues potències. Una delegació lituana va ser invitada a Moscou, on va signar el Tractat d'Assistència Mútua el 10 d'octubre de 1939, d'acord amb el qual, la Unió Soviètica cediria a Lituània una part de la regió de Vílnius, inclosa la important ciutat de Vílnius, guanyada durant la invasió de Polònia. A canvi, tindria dret a estacionar fins a 20 000 soldats de l'Exèrcit Roig –la proposta original van ser 50 000–) en bases militars permanents a Lituània. Les fonts oficials soviètiques van afirmar que la presència militar era necessària per enfortir la defensa d'una nació feble davant d'un possible atac alemany. Això representaria el primer pas cap a l'ocupació de Lituània, descrit pel The New York Times com «virtualment, un sacrifici de la seva independència».
Malgrat els diversos pactes, les temors soviètiques no van desaparèixer. Segons una actitud sostinguda des de feia temps per la intel·ligència militar russa, el control del mar Bàltic era crucial per a la defensa de Sant Petersburg, la segona ciutat més gran de Rússia, i el territori dels països bàltics es presentava com una zona de contenció entre Alemanya i Rússia. Continuant aquesta estratègia, l'URSS va donar inici a la Guerra d'Hivern en Finlàndia després que aquest país rebutgés un tractat d'assistència mútua similar que Moscou havia ofert. Stalin es trobava intimidat per l'èxit dels alemanys a Europa, que havien conquerit Dinamarca, Noruega, els Països Baixos, Bèlgica i Luxemburg fins a la primavera de 1940. En correspondència amb Nikita Khrusxov, després de la caiguda de França al maig, Stalin va expressar la seva preocupació que Adolf Hitler pogués massacrar-los.

D'acord amb el Tractat lituanosoviètic d'Assistència Mútua, Lituània va acceptar bases militars soviètiques (marcades amb estrelles negres) a canvi d'una part de la regió de Vílnius (en taronja).

La situació política a Lituània es va mantenir estable, tot i això, entre octubre de 1939 i març de 1940. Els soviètics no van intervenir en els assumptes domèstics lituans i la soldadesca russa es comportava correctament a les seves bases. El 29 de març de 1940, el ministre d'afers exteriors Viatxeslav Mólotov va pronunciar un discurs davant del Soviet Suprem de la Unió Soviètica expressant la seva satisfacció amb l'execució dels tractats d'assistència mútua amb Lituània, Letònia i Estònia. Mentre que, en públic, els polítics lituans lloaven a la Unió Soviètica per la seva generositat i pregonaven la «tradicional amistat soviètic-lituana», en privat, entenien que el tractat era una seria amenaça a la independència de Lituània. L'actitud popular es va reflectir en l'eslògan «Vilnius – mūsų, Lietuva – rusų» (Vílnius és nostra, però Lituània és de Rússia).
El govern lituà havia estat debatent les seves opcions i valorant la possibilitat d'ocupació des de novembre de 1939. En aquest moment, els enviats lituans Stasys Lozoraitis, Petras Klimas, i Bronius Kazys Balutis van preparar un memoràndum que contenia plans de contingència. Van aconsellar reforçar l'exèrcit, dipositar fons en l'estranger, revitalitzar l'Entesa bàltica de 1934 amb Letònia i Estònia, i investigar l'establiment d'un govern a l'exili. Encara que es van aprovar diverses resolucions, no va culminar en res tangible. Durant l'hivern de 1940, les nacions bàltiques van cercar una major cooperació. Conscients de les seves circumstàncies, els tres governs van expressar les seves comunicacions curosament, però les converses serien usades com la prova de la qual Lituània conspirava amb Letònia i Estònia per violar el tractat d'assistència mútua.

## Augment de les tensions

### Acusacions inicials

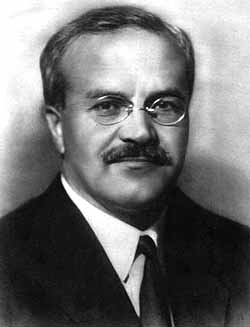
Viatxeslav Mólotov, aleshores ministre d'Afers exteriors soviètic.

L'increment de les tensions entre la Unió Soviètica i Lituània va seguir una progressió paral·lela a la dels èxits d'Alemanya. A mitjan març de 1940, la Guerra d'Hivern contra Finlàndia va acabar, el que va permetre als soviètics concentrar la seva atenció al control dels països bàltics. A l'abril, després de l'ocupació alemanya de Dinamarca, un enviat lituà a Moscou va avisar d'un augment de l'hostilitat dels diplomàtics russos. Durant el mes de maig, amb la batalla de França en el seu apogeu, els soviètics van intensificar la seva pressió retòrica i diplomàtica. El 16 de maig, poc després de la invasió alemanya de Luxemburg, Bèlgica i els Països Baixos, el diari oficial soviètic Izvestia va publicar un article advertint de la ingenuïtat dels països petits en pretendre romandre neutrals mentre que els gegants lluitaven per la seva supervivència. Entre el 18 i el 25 de maig, els soviètics van traslladar equipament militar de Vílnius a Gaižiūnai, una localització molt més propera a Kaunas, on s'establia el govern. La proximitat d'aquesta acció a l'aleshores capital va tenir una gran càrrega simbòlica.
El 25 de maig, el dia abans de l'evacuació de Dunkirk, el ministre soviètic Viatxeslav Mólotov va presentar una nota diplomàtica acusant el govern lituà d'haver segrestat tres soldats soviètics destinats a Lituània d'acord amb els termes del tractat d'assistència mútua. La nota al·legava que dos soldats havien estat torturats per obtenir secrets militars soviètics però van aconseguir fugir, i que el tercer, Butayev, va ser assassinat. Aquest mateix mes, Butayev havia desertat de la seva unitat i va ser cercat per la policia lituana. Quan ho van descobrir, es va suïcidar. El govern lituà va contestar que les acusacions mancaven de fonament, però va prometre una investigació completa de l'incident i va encarregar una comissió especial. Tanmateix, totes les peticions d'informació més detallades per part de la comissió, incloent entrevistes, fotografies, descripcions físiques o qualsevol dada que hagués permès aprofundir en la recerca, van ser desateses. La posició soviètica oficial consistia en el fet que Lituània havia de portar a terme la recerca pel seu compte, i que les seves peticions eren un intent de deixar tota la responsabilitat als russos.

### Negociacions directes

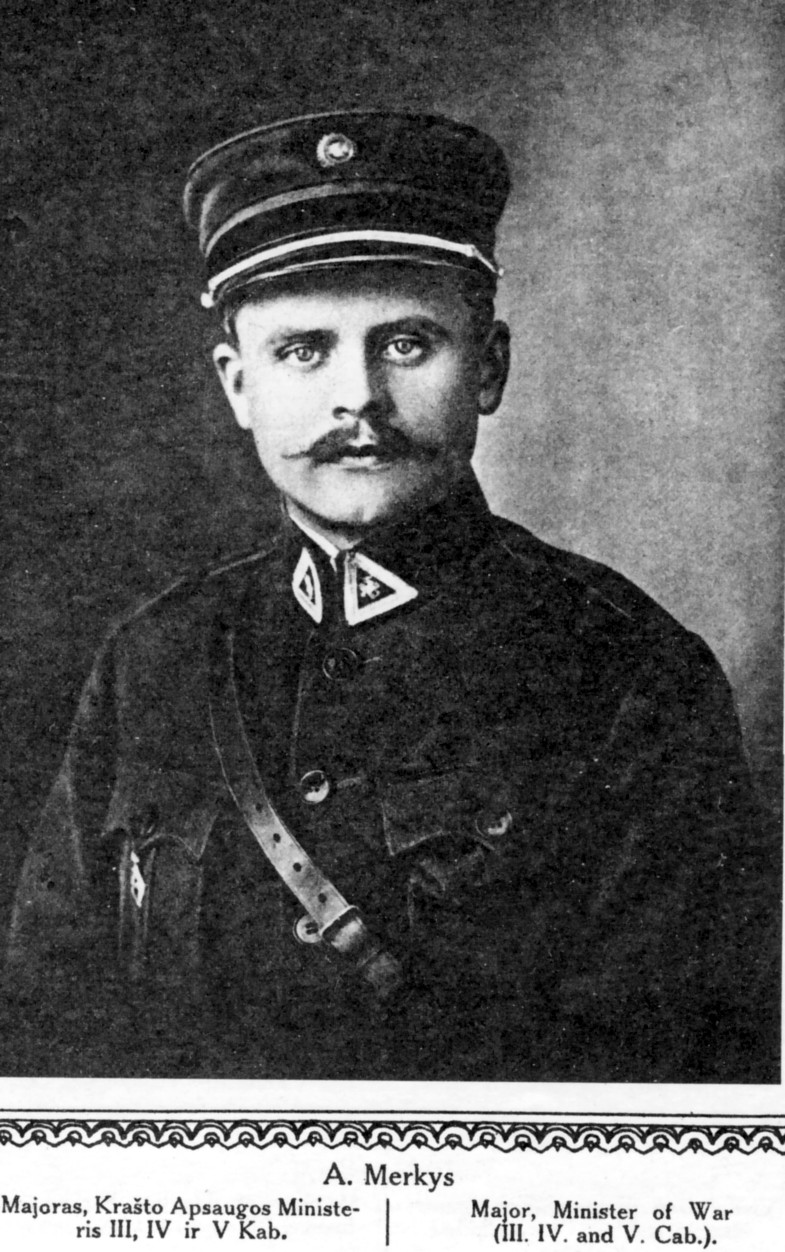
Antanas Merkys, darrer primer ministre de la Lituània independent, de novembre de 1939 a juny de 1940.

El 30 de maig, les acusacions es van repetir en un comunicat oficial, publicat per l'Agència Telegràfica de la Unió Soviètica, l'agència de notícies estatal. Aquest mateix dia, Stasys Lozoraitis, el representant lituà a Roma, va ser autoritzat a formar un govern a l'exili en cas de produir-se una ocupació soviètica. La policia lituana va reforçar la seguretat al voltant de les bases russes i van arrestar 272 individus sospitosos, però, això només va fer augmentar les crítiques d'assetjament. El ministre d'Afers exterior Juozas Urbšys va oferir tractar l'assumpte en unes negociacions directes a Moscou. Mólotov va accedir a parlar, però solament amb el primer ministre Antanas Merkys. El 7 de juny, Merkys va arribar a Moscou i els soviètics van reiterar les seves acusacions de segrest. Es van al·legar d'altres qüestions, com que el ministre Kazys Skučas i el director del Departament de Seguretat de l'Estat Augustinas Povilaitis havien provocat els soldats russos. Durant la segona reunió el 9 de juny, Mólotov també va acusar el govern lituà de conspirar amb Letònia i Estònia per establir una unió militar secreta –amb referència a l'Entesa bàltica–, violant conseqüentment el pacte d'assistència mútua.
El 10 de juny, el govern lituà va discutir els nous avenços. Va decidir que Merkys havia de retornar a Kaunas i Urbšys havia d'emetre una nota oferint la retirada de l'Entesa Bàltica, una recerca completa de l'incident i el cessament de Skučas i Povilaitis. Una carta personal del president Antanas Smetona al president del Presidium Soviètic Suprem, Mikhail Kalinin, tornava a garantir que Lituània sempre havia respectat el pacte d'assistència mútua. La tercera i última reunió entre Merkys, Urbšys i Mòlotov l'11 de juny no va produir cap resolució. Els soviètics van continuar imputant càrrecs als lituans dels que no van poder respondre convincentment, y no van processar més peticions. El 12 de juny, Merkys va tornar a Lituània i va informar al govern de la situació. Es va decidir que Skučas dimitís i que Povilaitis fos immediatament cessat. L'exèrcit lituà va rebre l'ordre d'estar alerta, però no li van ordenar que preveiés una mobilització. Els polítics lituans no van comprendre del tot la gravetat de la situació i no van pensar en què els resultats poguessin ésser catastròfics. Urbšys va informar que els soviètics desaprovaven amb força a Merkys i el seu gabinet; va suggerir que s'instal·lés un nou govern, possiblement liderat per Stasys Raštikis, anterior comandant en cap de l'exèrcit lituà. Aquest suggeriment interferia amb els assumptes domèstics de Lituània.

### Crisi interna
Mentre Merkys i Urbšys negociaven a Moscou, l'oposició lituana va veure una oportunitat per enderrocar el règim autoritari de Smetona i la seva Unió Patriòtica - Democristians Lituans. El 12 de juny, els Democristians Lituans i la Unió Popular Agrària Lituana es van reunir i van decidir demanar a Kazys Bizauskas i Juozas Audėnas la seva dimissió del gabinet, esperant amb això iniciar una crisi de govern. L'oposició veia en les pressions soviètiques un mitjà per expulsar Smetona, restaurar la democràcia i preservar alguna forma d'autonomia. Els opositors també esperaven persuadir a Merkys, que acabava de tornar de Moscou, de què dimitís junt amb la resta del gabinet. Tanmateix, Merkys no va poder ser localitzat perquè es trobava a la seva finca, a la vora de Kaunas. Aquest episodi va ser durament criticat posteriorment com una mostra de les debilitats del govern lituà: va subestimar l'amenaça de la Unió Soviètica, va estar desorientat durant la crisi i els seus membres van prestar més atenció als interessos partidistes que a les prioritats de la nació. Algirdas Julius Greimas descriuria més tard les accions de l'oposició com «un alegre ball al costat del cadàver de l'estat perdut».

### Moviments militars
La mobilització de l'Exèrcit Roig havia començat abans de l'última ronda de negociacions a Moscou. El 7 de juny, l'exèrcit va rebre l'ordre de preparar-se per a un atac contra Lituània. El 5 de juny, totes les forces soviètiques van ser assignades a Semyon Timoshenko, comissari popular de Defensa. Els soviètics van reunir les seves forces a la frontera est de Lituània, en l'actual Belarús; consistien en cinc divisions i unitats de suport dels exèrcits 3r º i 11.º Exèrcit (Unió Soviètica). La tropa la formaven 221.260 soldats, 1.140 avions i 1513 tancs. Lituània ja allotjava 18 786 soldats soviètics en el seu territori. En aquesta data, l'exèrcit de Lituània comptava amb 28 005 militars i 118 avions. Els soviètics van preparar hospitals per als ferits i camps de presoners. L'11 de juny, sota el comandament del general Dmitri Pàvlov, els russos van finalitzar el seu pla d'atac i van assignar tasques específiques a totes les unitats. Les ordres eren travessar la frontera sigil·losament, fent servir les baionetes per evitar l'estrèpit dels trets, i esquivar les forces defensives per ocupar el territori més ràpidament. Els soviètics esperaven prendre el control de tot el territori en tres o quatre dies.
A la nit del 14 de juny, mentre el govern lituà discutia sobre l'ultimàtum, els soldats soviètics van començar les seves accions a la frontera. Van obrir foc en un lloc fronterer proper a Alytus i van matar el policia Aleksas Barauskas. En altres punts van interrogar a guàrdies fronterers i van assetjar a civils, esperant provocar una resposta que servís com a pretext per a un atac militar a gran escala.

## Ultimàtum i acceptació

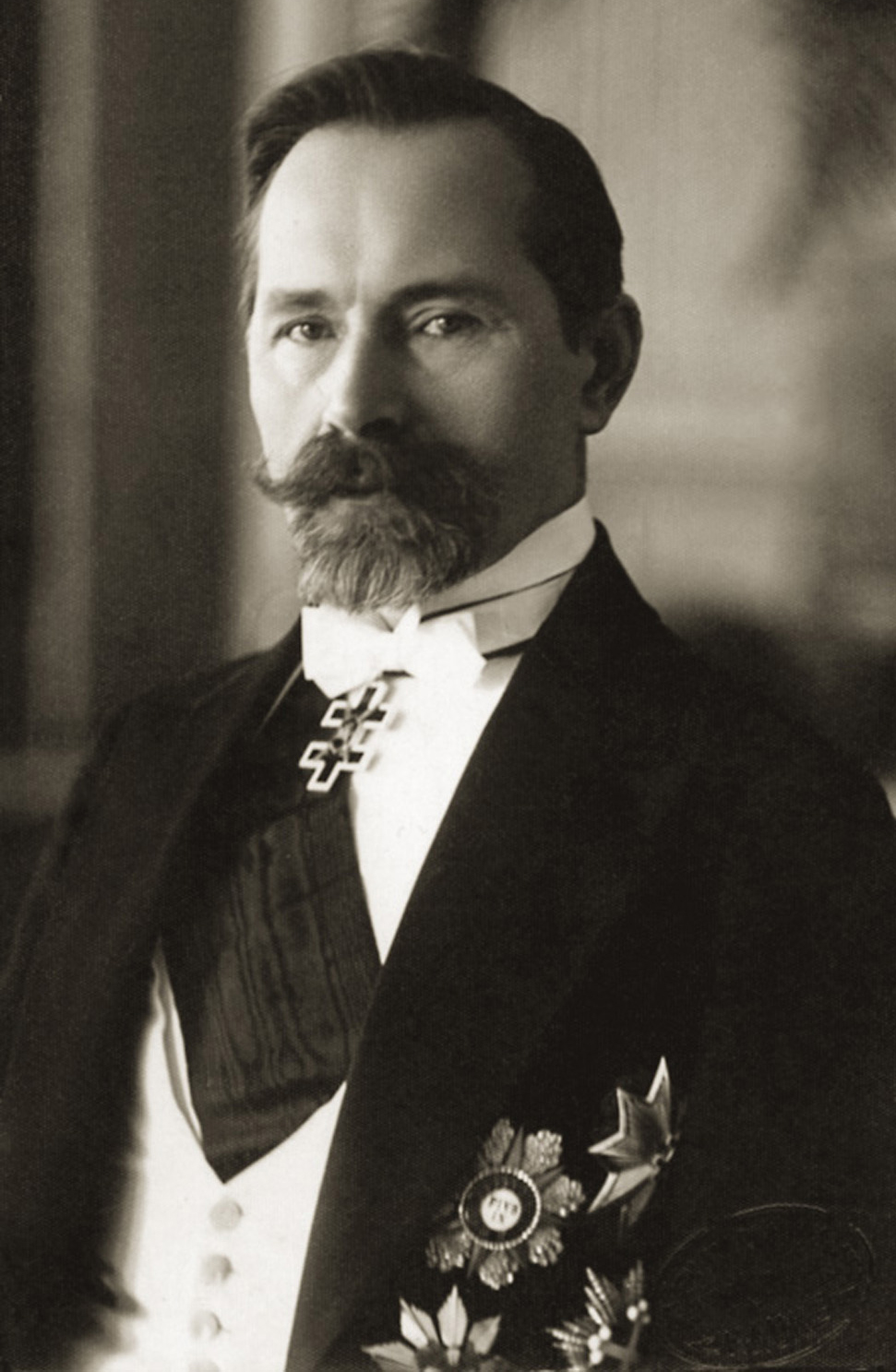
El President lituà Antanas Smetona va escapar del país al poc d'haver-se acceptat l'ultimàtum.

Una mica abans de mitjanit del 14 de juny, mentre el món tenia la mira a la capitulació de París, Mòlotov va presentar l'ultimàtum a Urbšys a Moscou. L'ultimàtum exigia:
1. Que Skučas i Povilaitis serien jutjats per ordenar el segrest dels soldats soviètics.
2. Que es formés un nou govern, més procliu a adherir-se al Pacte d'Assistència Mútua.
3. Que un nombre sense especificar, però «prou gran», de tropes soviètiques poguessin romandre en territori lituà.
4. Que es donés una resposta abans de les deu hores del matí següent.

El govern lituà, que disposava de menys de dotze hores per respondre, va debatre l'ultimàtum durant la sessió nocturna. El president, Antanas Smetona, va advocar per una resistència militar, encara que fos simbòlica. Merkys i el seu representant, Kazys Bizauskas, van impulsar l'acceptació. Raštikis, com potencial cap del nou govern, va ser invitat a la reunió. L'anterior cap militar, Raštikis, i el seu successor, Vincas Vitkauskas, van informar de la impossibilitat d'organitzar una resistència armada efectiva, amb les tropes soviètiques ja al país i sense haver mobilitzat els soldats lituans. Merkys i el seu gabinet van dimitir per fer pas al nou govern liderat per Raštikis. La sessió va acabar a les set del matí amb la decisió d'acceptar totes les demandes russes sense expressar cap queixa o reclamació. En opinió de Raštikis, aquestes accions no haurien fet sinó enfurismar als russos.
Abans del migdia, els lituans van rebre una contestació des de Moscou expressant que Raštikis no era un candidat adequat per a primer ministre. La selecció d'un altre candidat seria supervisada per l'enviat de Mólotov, Vladimir Dekanozov, Pel que Merkys va continuar exercint de primer ministre. Smetona, que seguia en desacord amb la majoria del seu govern, va decidir abandonar el país en protesta i va designar a Merkys president en funcions. Al final de la tarda del 15 de juny, Smetona i el ministre de Defensa, Kazys Musteikis, van arribar Kybartai i van travessar la frontera cap a Alemanya, on tenien garantit asil temporal. Els guàrdies lituans no els van permetre passar, així que Smetona va haver de superar el rierol poc profund de Liepona. La sortida de Smetona va beneficiar els interessos soviètics; la seva indignitat el va exposar a l'escarniment i van ser capaços d'explotar els sentiments contra ell sense tenir por que fos vist com un màrtir.
Estava previst que l'Exèrcit Roig entrés en territori lituà per tres direccions diferents a les tres de la tarda amb ordres de prendre el control de Vílnius, Kaunas, Raseiniai, Panevėžys i Šiauliai. L'exèrcit lituà tenia ordre de no resistir i de donar una rebuda amistosa; a la seva força aèria se li va ordenar romandre en terra. El 16 de juny, altres ultimàtums pràcticament idèntics van ser enviats a Letònia i Estònia, encara que se'ls va donar vuit hores per respondre. Amb Lituània ja en mans soviètiques, la resistència armada a Letònia i Estònia era encara més inútil. Els tres estats van ser ocupats i van perdre la independència.

## Conseqüències

### Legitimació de l'ocupació
Un dels objectius prioritaris de Dekanozov era la formació d'un govern titella que legitimés l'ocupació. El 16 de juny, el govern lituà, excedint la seva autoritat, va decidir que la partida d'Antanas Smetona era en efecte una renúncia i va garantir tots els poders presidencials de Merkys. El 17 de juny, Merkys va designar a Justas Paleckis nou primer ministre, i va confirmar al nou govern, conegut com a Govern Popular. Aleshores, Merkys i Urbšys van dimitir; tots dos serien posteriorment arrestats i deportats a Rússia. Paleckis va assumir la presidència i va designar primer ministre a l'escriptor Vincas Krėvė-Mickevicius. El Govern Popular incloïa diversos polítics i figures públiques molt conegudes per demostrar al públic que el nou govern no era una eina de l'ocupació soviètica, sinó un simple reemplaçament del règim autoritari de Smetona. Perquè havia existit una forta oposició a Smetona, alguns lituans hovan interpretar com una destrucció del poder presidencial en lloc d'una pèrdua d'independència.
L'1 de juliol, el govern va dissoldre el Seimas de Lituània –elegit el juny de 1936 i el quart des de l'obtenció de la independència el 16 de febrer de 1918– i va anunciar unes eleccions per al Parlament Popular que tindrien lloc el 14 de juliol. El dia 5 es va adoptar una nova llei electoral que, violant la constitució, especificava que només podien proposar candidats les organitzacions comunistes i que no podia optar més d'un candidat a cada escó disponible en el parlament. Els fraudulents resultats oficials van mostrar una participació del 95,51% i un suport del 99,19% als delegats comunistes. Oficialment, tanmateix, trenta-nou dels delegats electes eren membres del Partit Comunista de Lituània i quaranta eren independents. Durant la seva primera sessió, del 21 de juliol, el parlament va proclamar la creació de la República Socialista Soviètica de Lituània i va demanar al Soviet Suprem de la Unió Soviètica que acceptés a la nova república a la Unió. Una delegació lituana de vint membres va presentar el cas per a la seva tramitació a Moscou l'1 d'agost. La petició va ser acceptada el 3 d'agost i Lituània va esdevenir la catorzena república de la Unió Soviètica.

### Sovietització de Lituània
Immediatament després de l'ocupació, el nou govern va començar a implementar mesures polítiques, econòmiques i socials de sovietització. L'1 de juliol, totes les organitzacions culturals i religioses van ser tancades. El Partit Comunista de Lituània (amb tot just 1500 membres) i les seves joventuts van ser designades les úniques entitats polítiques legítimes. Abans de les eleccions al Seimas, els soviètics van arrestar uns 2000 dels més prominents activistes polítics. Aquests arrests van paralitzar l'oposició. La repressió va continuar i es va intensificar. S'estima que uns 12 000 individus van ser empresonats com «enemics del poble» durant l'any següent a l'annexió. Entre el 14 i el 18 de juny de 1941, menys d'una setmana abans de la invasió nazi, uns 17 000 lituans van ser deportats a Sibèria, on molts van morir a causa de les inhumanes condicions de vida.
Tots els bancs –incloent totes les comptes amb més de 1000 litas–, les propietats immobiliàries més grans de 120 m2 i les empreses privades amb més de 20 empleats o que guanyaven més de 150 000 litas van ser nacionalitzats. Aquesta disrupció en la seva direcció i les seves operacions va produir una caiguda acusada de la producció. La moneda es va depreciar artificialment fins a tres o quatre vegades el seu valor real, y al març de 1941 va ser retirada. La caiguda en la producció, combinada amb la despesa massiva en els apreciats rubles russos que feien els soldats i oficials soviètics, van causar escassetat a totes les zones. Tota la terra es va nacionalitzar; les granges més grans van quedar limitades a 30 hectàrees, i la terra sobrant –unes 575 000 hectàrees– es va repartir entre petits grangers. Per tornar als petits pagesos contra els grans terratinents, la col·lectivització no es va introduir a Lituània. En previsió de futures col·lectivitzacions, els impostos a les granges es van incrementar d'un 50 a un 200% i es van aprovar nous pagaments addicionals en espècie. Alguns grangers no van poder pagar els nous desorbitants impostos i uns 1100 dels més importants van ser portats davant els jutges.

### Ocupació nazi
| Any   | Partisans | Soviètics | Civils prosoviètics |
| ----- | --------- | --------- | ------------------- |
| 1944  | 2436      | 258       | 258                 |
| 1945  | 9777      | 3419      | 447                 |
| 1946  | 2143      | 2731      | 493                 |
| 1947  | 1540      | 2626      | 299                 |
| 1948  | 1135      | 1673      | 256                 |
| 1949  | 1192      | 1018      | 338                 |
| 1950  | 635       | 494       | 261                 |
| 1951  | 590       | 292       | 195                 |
| 1952  | 457       | 92        | 62                  |
| 1953  | 198       | 14        | 10                  |
| Total | 20 103    | 12 921    | 2619                |

El 22 de juny de 1941, l'Alemanya nazi va envair la Unió Soviètica i en una setmana va prendre el control de tota Lituània. Al començament, els alemanys van ser rebuts com a alliberadors de l'opressiu règim soviètic. Esperaven que els germànics restablissin la seva independència o, almenys, permetessin algun grau d'autonomia –similar al donat a la República d'Eslovàquia–. Organitzats en el Front Activista Lituà, els lituans es van revoltar a l'antisoviètic i pronazi aixecament de juny, van establir el Govern Provisional de Lituània i van declarar la independència. Tanmateix, els alemanys no van reconèixer el govern i van establir la seva pròpia administració civil, el Reichskommissariat Ostland. Quan l'Exèrcit Roig va reprendre el control de Lituània entre l'estiu de 1944 i gener de 1945, els partisans lituans van començar una lluita armada contra la segona ocupació soviètica. Aproximadament 30 000 partisans i simpatitzants van morir durant la guerra de guerrilles entre 1944 i 1953.

## Impacte i avaluació
Encara que no va tenir èxit, l'aixecament de juny va demostrar que molts lituans estaven decidits a obtenir la independència. El poble lituà acabaria desil·lusionat amb el règim nazi i organitzaria una resistència, en què va destacar el Comitè Suprem per a l'Alliberació de Lituània, però l'URSS continuava sent l'«enemic públic número u». La percepció a Lituània que el judeobolxevisme estava involucrat en l'ocupació va reforçar l'actitud antisemita i va contribuir a la participació lituana a l'Holocaust.
A Lituània, l'acceptació de l'ultimàtum continua sent un tema molt controvertit. S'ha criticat a l'exèrcit lituà, que consumia un 20% del pressupost estatal, per no plantar tan sols una resistència simbòlica que hagués invalidat l'argument soviètic del qual es tractava d'una «revolució socialista» i d'un legítim canvi de govern. Altres van criticar la inacció del govern, ja que van disposar de vuit mesos per crear plans de contingència. Excloent la resistència armada, romanien les opcions diplomàtiques; el govern lituà podia haver rebutjat l'ultimàtum, retirar-se a l'estranger i formar un govern a l'exili reconegut internacionalment. L'historiador Alfonsas Eidintas tendeix a la falta de comprensió del risc per part del públic. Les notícies negatives sobre els soviètics eren censurades i fins i tot els polítics no pensaven que l'ultimàtum signifiqués una pèrdua total de la independència.
Un altre debat se centra en la falta de vessament de sang. En acceptar l'ultimàtum, el govern va poder haver evitat la pèrdua de vides, però la seva submissió va poder també haver alimentat la posterior repressió soviètica. A la Federació Russa, l'estat successor de la Unió Soviètica, es continua discutint sobre si els esdeveniments que van envoltar l'ultimàtum i els anys següents en els quals Lituània va ser una república socialista van constituir una ocupació.